# Емануель Леффлер
Емануель Леффлер (чеськ. Emanuel Löffler, 29 грудня 1901, Мезиржичко, Південноморавський край — 5 серпня 1986, Прага) — чехословацький гімнаст, призер Олімпійських ігор, чемпіон світу.

## Біографічні дані
Емануель Леффлер виграв на Олімпіаді 1928 дві срібних (в командному заліку та опорному стрибку) і одну бронзову (у вправах на кільцях) медалі.
На чемпіонаті світу 1930 Емануель Леффлер був лідером команди Чехословаччини і завоював дві золотих (в командному заліку та у вправах на кільцях), одну срібну і одну бронзову медалі.
Через всесвітню економічну кризу і відсутність фінансування з боку чехословацького уряду Леффлер не потрапив на Олімпіаду 1932.
На чемпіонаті світу 1934 став срібним призером в командному заліку і бронзовим в абсолютному.
На Олімпіаді 1936 Емануель Леффлер залишився без нагород, зайнявши найвище 10-е місце у вправах на кільцях та 4-е в командному заліку.